# Bíborkirályka
A bíborkirályka (Leptopoecile sophiae) a verébalakúak (Passeriformes) rendjébe, ezen belül az őszapófélék (Aegithalidae) családjába és a Leptocile nembe tartozó faj. A Tien-san, közép-Kína és a Himalája fenyveseiben él, 2000-5000 méteres tengerszint feletti magasságon.

## Alfajai
- L. s. sophiae (Severtzov, 1873) – délkelet-Kazahsztántól északnyugat-Kínáig, délnyugat-India, észak-Pakisztán;
- L. s. stoliczkae (Hume, 1874) - Kína dél-Hszincsiang, nyugat-Csinghaj és nyugat-Tibet tartományaiban;
- L. s. majors (Menzbier, 1885) - Kína nyugat-Hszincsiang, észak-Csinghaj tartományaiban;
- L. s. obscurus (Przewalski, 1887) - közép-Nepál, Kína dél- és délkelet-Tibet, dél- és kelet-Csinghaj tartományaiban.

## Megjelenése
Testhossza 8-10 centiméter, testtömege 6–8 gramm. A hím élénk színű, begyétől hasáig jellegzetesen kékes-bíboros. A tojó fakóbb.
|  |  |

## Életmódja
Rovarokkal és pókokkal táplálkozik, télen magokat és bogyókat is fogyaszt. Monogám, áprilistól júliusig költ. A fészekalj négy-hat tojásból áll, a fiókák három hét alatt kelnek ki.

## Fordítás
- Ez a szócikk részben vagy egészben  a   White-browed tit-warbler című angol Wikipédia-szócikk fordításán alapul.  Az eredeti cikk szerkesztőit annak laptörténete sorolja fel. Ez a jelzés csupán a megfogalmazás eredetét és a szerzői jogokat jelzi, nem szolgál a cikkben szereplő információk forrásmegjelöléseként.